# ژان-آرمل کانا-بییک
ژان-آرمل کانا-بییک (انگلیسی: Jean-Armel Kana-Biyik؛ زاده ۳ ژوئیهٔ ۱۹۸۹) یک بازیکن فوتبال اهل فرانسه است.